# Tayport
Tayport är en ort i Storbritannien.   Den ligger i kommunen Fife och riksdelen Skottland, i den norra delen av landet, 600 km norr om huvudstaden London. Tayport ligger 19 meter över havet och antalet invånare är 4 093.
Terrängen runt Tayport är platt. Havet är nära Tayport österut. Runt Tayport är det ganska tätbefolkat, med 172 invånare per kvadratkilometer. Närmaste större samhälle är Dundee, 6,3 km väster om Tayport. Trakten runt Tayport består till största delen av jordbruksmark.